# Endiandra palmerstonii
Endiandra palmerstonii är en lagerväxtart som först beskrevs av Frederick Manson Bailey, och fick sitt nu gällande namn av Cyril Tenison White. Endiandra palmerstonii ingår i släktet Endiandra och familjen lagerväxter. Inga underarter finns listade i Catalogue of Life.